# Heather Little-White
Heather Little-White (Somerton, Parroquia de Saint James; 8 de mayo de 1952 – 22 de enero de 2013) fue una nutrióloga, periodista, y activista jamaiquina. Tras obtener títulos académicos en comunicación y nutrición, trabajó para Grace Kitchens, fundando el programa de televisión Creative Cooking. Como periodista, además de redactar notas sobre nutrición, escribía una columna semanal para Outlook Magazine, una sección del periódico The Gleaner. Después de trabajar como asesora de nutrición para la selección de fútbol de Jamaica, Little-White sufrió una parálisis de sus pies hasta su cintura, esto tras ser víctima de un ataque a disparos durante un robo de automóvil. Se volvió promotora de los derechos de las personas discapacitadas, enfocándose en concientizar sobre el tema, además de proporcionar ayuda a jamaiquinos con discapacidades. Se volvió oficial de la Orden de Distinción en 2001.

## Biografía
Heather Edecca Little-White nació el 8 de mayo de 1952 en Somerton, Parroquia de Saint James, hija de Rubertha White (nacida como Rubertha Little) y Leonard White. Ella y Lennie, su hermano, se criaron in Somerton. Ella estuvo en el All-Age School hasta los nueva años. Tras completar su educación primaria en el Montego Bay School for Girls, ingresó al St. Hilda’s High School, en Brown's Town. En 1970 Litte-White se inscribió en un curso sobre gestión de empresas en la Universidad de Tecnología de Jamaica, graduándose en 1972.

## Trayectoria
En los seis años que siguieron, Little-White tuvo empleos en diversas áreas. Entre estos: asistente de una persona nutrióloga dietista en un hospital infantil; uno en dos escuelas de secundaria, en el área de economía doméstica; y periodista del periódico The Gleaner. Se mudó a los Estados Unidos en 1978. Completó una licenciatura en ciencias en el área de nutrición, además de obtener una maestría en comunicación en la Universidad de Wisconsin–Stout. Regresó a Jamaica en 1981, donde empezó a trabajar en Grace Kennedy and Company Limited, en el área de mercadotecnia. Para 1984 estaba trabajando como gestora de promoción de la nutrición. Comenzó a desarrollar iniciativas educactivas dirigidas a mejorar la nutrición de mujeres y niños. Una de estas iniciativas fue la creación del primer programa de televisión sobre consejos de nutrición, llamado Creative Cooking. El programa se volvió un elemento fundamental de la estrategia de mercadotecnia de Grace, además de convertirse en su programa de televisión principal. Se transmitió durante varias décadas.
Little-White continuó sus estudios en 1988, logrando completar un doctorado y un proyecto de investigación en la Universidad Cornell, en Ithaca (Nueva York). Su investigación examinó las intersecciones entre el género y la educación sobre nutrición. En 1992, al regresar de los Estados Unidos, comenzó a involucrarse con el School Feeding Programme, el Urban Development Corporation, y varios programas de la Organización de las Naciones Unidos, como asesora. Comenzó a dar clases en la Universidad de Tecnología en 1997, y el año siguiente se desempeñó como asesora de los planes nutricionales de la selección nacional de fútbol de Jamaica.
En 1999, Little-White fue atacada a disparos por dos pistoleros, en un intento de robarle el automóvil, en la parroquia de Saint Andrew. Fue transportada al Jackson Memorial Hospital en Miami, Florida, tras descubrir que la bala que entró a su hombro se había atorado en su columna verterbral, paralizando la mitad inferior de su cuerpo. Pasada su recuperación, Little-White regresó a Jamaica e inició su labor como promotora de los derechos de personas discapacitadas. En 2011 se le otorgó la Orden de Distinción por su labor de educar a jamaiquinos sobre nutrición.
Más tarde en su vida, Little-White se enfocó en programas de sensibilización, buscando visibilizar a los jamaiquinos discapacitados y que aumentara la asistencia y los servicios para gente discapacitada. Dirigió una empresa de consultoría, la cual apoyaba a personas con discapacidad, ayudándoles con las habilidades de la vida diaria, y dándoles consejos de nutrición. Escribía una columna semanal en Outlook Magazine que cubría temas de diversa índole sobre la sexualidad. Mientras continuaba dando clases en el School of Hospitality de la Universidad de Tecnología, fundó un programa para enseñar habilidades domésticas a personas trabajadoras sexuales, para ayudar a quienes desearan salir de la industria a desarrollar habilidades alternativas que fueran comercializables.

## Muerte y legado
Little-White falleció el 22 de enero de 2013 en el Hospital Público de Kingston, tras padecer una enfermedad durante cuatro meses.  El Jamaica Household Worker's Union otorga cada año un reconocimiento que lleva su nombre, con el objetivo de visibilizar las contribuciones a la sociedad de las trabajadoras domésticas.